# Арутюнян, Оганес Вагинакович
Огане́с Вагина́кович Арутюня́н  (арм. Հովհաննես Հարությունյան; род. 15 октября 1960, Верин Талин, Армянская ССР) — советский борец греко-римского стиля, тренер, двукратный чемпион СССР (1984, 1985), чемпион Европы (1985), призёр чемпионата мира (1985). Мастер спорта СССР международного класса (1985).

## Биография
Оганес Арутюнян родился 15 октября 1960 года в селе Верин Талин Талинского района Армянской ССР. В 1966 году его семья переехала в Ленинакан, где в 1972 году он начал заниматься греко-римской борьбой под руководством Юрия Карапетяна. В 1977 году стал чемпионом СССР среди юношей.
В 1978 году поступил в Белорусский государственный институт физической культуры и переехал в Минск, где продолжил тренироваться под руководством Александра Шелега. В 1984 и 1985 годах побеждал на чемпионатах СССР. В 1985 году был включён в состав сборной страны, становился чемпионом Европы и серебряным призёром чемпионата мира. В 1986 и 1988 годах выигрывал Гран-при Ивана Поддубного. В 1988 году, проиграв конкуренцию за место в сборной СССР Александру Шестакову, не смог отобраться на Олимпийские игры в Сеуле и в 1989 году завершил свою спортивную карьеру.
В дальнейшем участвовал в ветеранских турнирах, занимался тренерской деятельностью в Республиканской школе высшего спортивного мастерства и Республиканском училище олимпийского резерва, ездил работать во Францию. С 2007 года работает тренером по общефизической подготовке футбольного клуба «Динамо» (Минск).